# Montalbano Elicona
Montalbano Elicona es una localidad italiana de la provincia de Mesina, región de Sicilia, con 2.609 habitantes.

Ubicación de la ciudad de Montalbano Elicona dentro de la provincia de Mesina.

## Evolución demográfica
| Gráfica de evolución demográfica de Montalbano Elicona entre 1861 y 2001 |
|                                                                          |
| Fuente ISTAT - Elaboración gráfica por parte de Wikipedia                |